# Metopa wiesei
Metopa wiesei är en kräftdjursart som beskrevs av Gurjanova 1933. Metopa wiesei ingår i släktet Metopa och familjen Stenothoidae. Inga underarter finns listade i Catalogue of Life.